# Esbareich
Esbareich é uma comuna francesa na região administrativa de Occitânia, no departamento dos Altos Pirenéus. Estende-se por uma área de 8,68 km². Em 2010 a comuna tinha 82 habitantes (densidade: 9,4 hab./km²).